# Det lille lokomotiv
Det lille lokomotiv er en dansk animationsfilm fra 2003 med manuskript, tegninger og indtale af Ib Spang Olsen.

## Handling
Denne artikel mangler et handlingsreferat. Hjælp os med at skrive det.